# ذباب العث المتنكس
ذباب العث المتنكس (الاسم العلمي:Psychoda degenera) هو نوع من الحشرات يتبع جنس فراشي المظهر من فصيلة فراشيات المظهر.